# Liste des évêques des Canaries

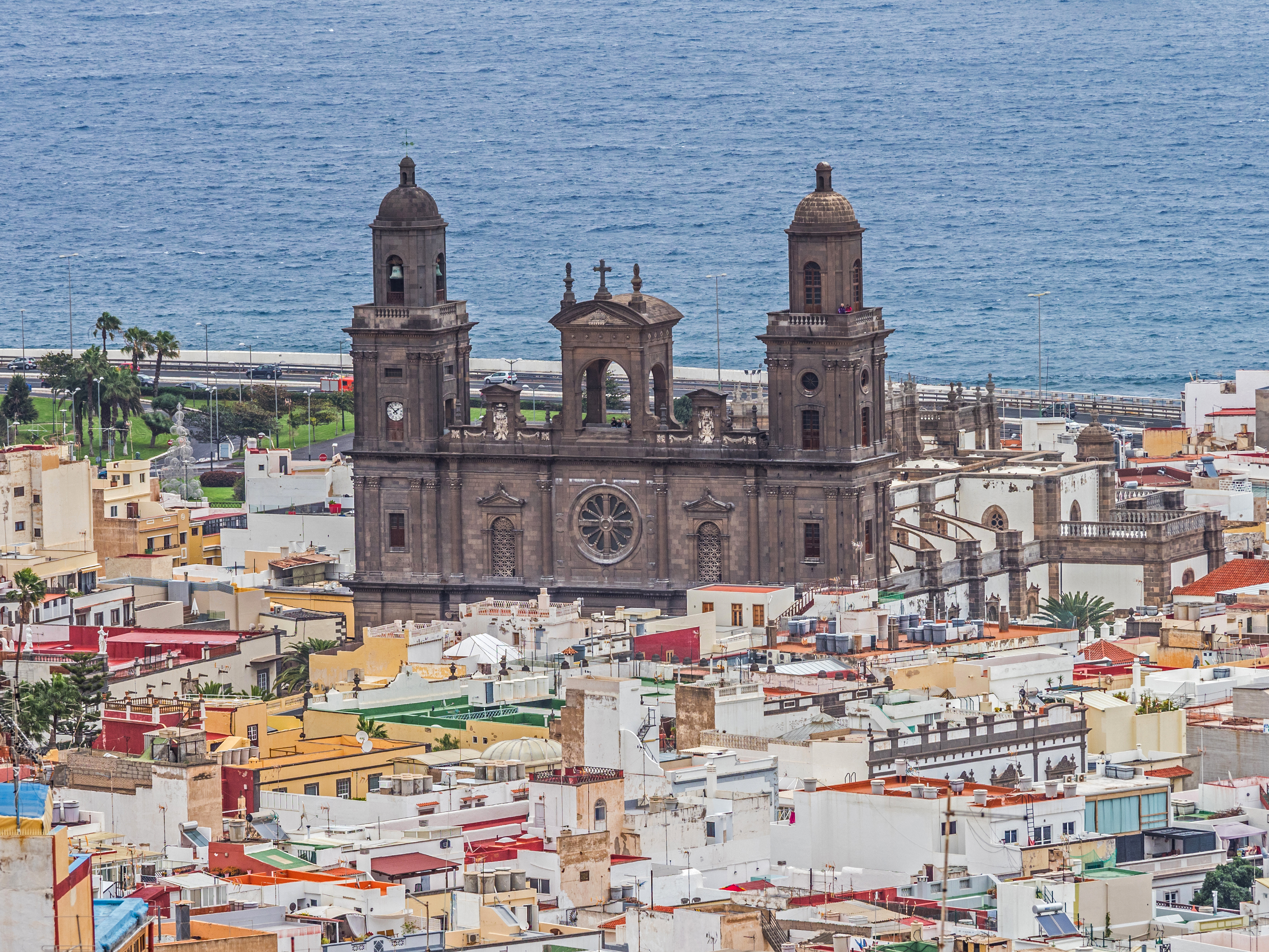
La cathédrale de Las Palmas de Gran Canaria.

La liste des évêques des Canaries recense les évêques du diocèse des Canaries, l'une des deux diocèses compte l'archipel qui, malgré son nom, ne comprend que la province de Las Palmas (Espagne).
Aux Canaries, il existe deux diocèses, le diocèse des îles Canaries et le diocèse de Tenerife. 
- Bernardo Font (1351–1354) à Telde
- Bartolomé (1361–1362) à Telde
- Bonanat Tarí (1369–1392) à Telde
- Jaime Olzina (1392–1441) à Telde
- Alfonso Sanlúcar de Barrameda (1404–1417) à Rubicón sur l'île de Lanzarote
- Mendo de Viedma (1417–1431)
- Fernando de Talmonte (1431–1436)
- Francisco de Moya (1436–1441)
- Juan Cid (1441–1459)
- Roberto (1459–1460)
- Diego López de Illesca (1460–1468)
- Martín de Rojas (1468–1470)
- Juan de Sanlúcar (1470–1474)
- Juan de Frías (1474–1485) (a déplacé le diocèse en 1483 de Rubicón vers Las Palmas de Gran Canaria)
- Miguel López de la Serna (1486–1490)
- Diego de Muros (1496–1506)
- Pedro López de Ayala (1507–1513)
- Fernando Vázquez de Arce (1513–1520)
- Luis Cabeza de Vaca (1523–1530) (également évêque de Salamanque)
- Pedro Fernández Manrique (1530–1530) (également évêque de Ciudad Rodrigo)
- Juan de Salamanca, O.P. (1531–1538)
- Alonso Ruiz de Virués, O.S.B. (1538–1545)
- Antonio de la Cruz (1545–1550)
- Francisco de la Cerda Córdoba, O.P. (1551–1551)
- Melchor Cano, O.P. (1552–1554)
- Diego Deza Tello (1554–1566) (également évêque de Coria)
- Bartolomé Torres (1566–1568)
- Juan de Arzolaras, O.S.H. (1568–1574)
- Cristóbal Vela Tavera (1574–1580) (également archevêque de Burgos)
- Fernando Rueda (1580–1585)
- Fernando Suárez Figueroa (1587–1597) (également évêque de Zamora)
- Francisco Martínez de Cenicero (1597–1607) (également évêque de Carthagène)
- Francisco de Sosa, O.F.M. (1607–1613) (également évêque d'Osma)
- Juan Nicolás Carriazo (1610–1611) (également évêque de Guadix)
- Lope Velasco Valdivieso (1611–1613)
- Antonio Corrionero (1614–1621) (également évêque de Salamanque)
- Pedro Herrera Suárez, O.P. (1621–1622) (également évêque de Tui)
- Juan Guzmán, O.F.M. (1622–1627) (également archevêque de Tarragone)
- Cristóbal de la Cámara y Murga (1627–1635) (également évêque de Salamanque)
- Francisco Sánchez Villanueva y Vega (1635–1658)
- Rodrigo Gutiérrez de Rozas (1651–1658)
- Juan de Toledo (1659–1665)
- Bartolomé García Jiménez (1665–1690)
- Bernardo de Vicuña Zuazo (1691–1705)
- Juan Ruiz Simón (1706–1712)
- Lucas Conejero Molina (1714–1724) (également archevêque de Burgos)
- Félix Bernuy Zapata y Mendoza (1724–1730)
- Pedro Manuel Dávila Cárdenas (1731–1738) (également évêque de Plasence)
- Juan Francisco Guillén (1739–1751) (également archevêque de Burgos)
- Valentín Moran Menéndez, O. de M. (1751–1761)
- Francisco Javier Delgado Venegas (1761–1768) (également évêque de Sigüenza)
- Juan Bautista Cervera, O.F.M. (1769–1777) (également évêque de Cadix)
- Joaquín Herrera Bárcena, O.S.B. (1779–1783)
- Antonio Martínez de la Plaza (1785–1790) (également évêque de Cadix)
- Antonio Tavira Almazán (1791–1796) (également évêque d'Osma)
- Manuel Verdugo Albiturría (1796–1818)

## À partir de 1819
En 1819, une partie du territoire du diocèse des îles Canaries est intégré au nouveau diocèse de San Cristóbal de La Laguna. À partir de cette date, le diocèse des îles Canaries n'englobe plus que les îles de Lanzarote, de Fuerteventura et de Grande Canarie.
- Manuel Bernardo Morete Bodelón (1824–1825) (également évêque d'Astorga)
- Fernando Cano Almirante, O.F.M. (1825–1826)
- Bernardo Martínez Carnero (1827–1833)
- Judas José Romo y Gamboa (1834–1847) (également évêque de Séville)
- Buenaventura Codina Augerolas, C.M. (1847–1857)
- Joaquín Lluch y Garriga, O.C.D. (1858–1868) (également évêque de Salamanque)
- José Maria de Urquinaona y Vidot (1868–1878) (également évêque de Barcelone)
- José Proceso Pozuelo y Herrero (1879–1890) (également évêque de Ségovie)
- José Cueto y Díez de la Maza, O.P. (1891–1908)
- Adolfo Pérez y Muñoz (1909–1913) (également évêque de Badajoz)
- Angel Marquina y Corrales (1913–1922) (également évêque de Guadix)
- Miguel de los Santos Serra y Sucarrats (1922–1936) (également évêque de Segorbe)
- Antonio Pildáin y Zapiáin (1936–1966)
- José Antonio Infantes Florido (1967–1978) (également évêque de Cordoue)
- Ramón Echarren Ystúriz (1978–2005)
- Francisco Cases Andreu (2005–2020)
- José Mazuelos Pérez (es) (2020– )

## Source
- (es) Diocese of Islas Canarias, Catholic-Hierarchy